# 오하이오 주립 대학교 전파 천문대
오하이오 주립 대학교 전파 천문대(Ohio State University Radio Observatory)는 1963년부터 1998년까지 오하이오주 델라웨어에 있는 오하이오 웨슬리언 대학교의 부지에 위치했던 전파망원경이다. 과거에는 빅 이어 망원경 (The Big Ear)로 불렸으며, 1973년부터 1995년까지 오하이오 주립 대학교의 SETI 프로젝트가 수행되면서 Wow! 신호를 발견하는 등의 성과를 기록하였다. 1998년 인근의 골프 코스를 확장하기 위해 해체되었다.

## 같이 보기
- 전파천문학